# ساروس خورشیدی ۱۵۱
ساروس ۱۵۱ دوره‌ای زمانی با چرخه‌ای حدود ۱۸ سال و ۱۱ روز و ۸ ساعت (تقریباً ۶۵۸۵ و یک سوم روز) است که شامل ۷۲ خورشیدگرفتگی می‌شود.

## رخدادها
| ساروس | عضو | تاریخ                       | زمان (بزرگ‌ترین) ساعت هماهنگ جهانی | نوع    | مکان طول و عرض جغرافیایی | گاما    | قدر    | گُستره (km) | مدت زمان (دقیقه: ثانیه) | منبع |
| ----- | --- | --------------------------- | --------------------------------- | ------ | ------------------------ | ------- | ------ | ---------- | ----------------------- | ---- |
| ۱۵۱   | ۱   | ۱۴ اوت ۱۷۷۶                 | ۵:۲۲:۵۶                           | جزئی   | 70.6N 123.5W             | 1.5357  | 0.0435 |            |                         |      |
| ۱۵۱   | ۲   | ۲۵ اوت ۱۷۹۴                 | ۱۲:۰۸:۵۶                          | جزئی   | 71.3N 121.9E             | 1.4616  | 0.1709 |            |                         |      |
| ۱۵۱   | ۳   | ۵ سپتامبر ۱۸۱۲              | ۱۹:۰۴:۱۰                          | جزئی   | 71.8N 4.5E               | 1.3939  | 0.2874 |            |                         |      |
| ۱۵۱   | ۴   | ۱۷ سپتامبر ۱۸۳۰             | ۲:۰۸:۱۲                           | جزئی   | 72.1N 115.6W             | 1.3325  | 0.393  |            |                         |      |
| ۱۵۱   | ۵   | ۲۷ سپتامبر ۱۸۴۸             | ۹:۲۱:۱۹                           | جزئی   | 72.2N 121.9E             | 1.2774  | 0.4875 |            |                         |      |
| ۱۵۱   | ۶   | ۸ اکتبر ۱۸۶۶                | ۱۶:۴۴:۲۲                          | جزئی   | 71.9N 3W                 | 1.2296  | 0.5693 |            |                         |      |
| ۱۵۱   | ۷   | ۱۹ اکتبر ۱۸۸۴               | ۰:۱۷:۴۲                           | جزئی   | 71.5N 130.2W             | 1.1892  | 0.6385 |            |                         |      |
| ۱۵۱   | ۸   | خورشیدگرفتگی ۳۱ اکتبر ۱۹۰۲  | ۸:۰۰:۱۸                           | جزئی   | 70.8N 100.8E             | 1.1556  | 0.696  |            |                         |      |
| ۱۵۱   | ۹   | خورشیدگرفتگی ۱۰ نوامبر ۱۹۲۰ | ۱۵:۵۲:۱۵                          | جزئی   | 69.9N 29.8W              | 1.1287  | 0.742  |            |                         |      |
| ۱۵۱   | ۱۰  | خورشیدگرفتگی ۲۱ نوامبر ۱۹۳۸ | ۲۳:۵۲:۲۵                          | جزئی   | 68.9N 162W               | 1.1077  | 0.7781 |            |                         |      |
| ۱۵۱   | ۱۱  | خورشیدگرفتگی ۲ دسامبر ۱۹۵۶  | ۸:۰۰:۳۵                           | جزئی   | 67.9N 64.6E              | 1.0923  | 0.8047 |            |                         |      |
| ۱۵۱   | ۱۲  | خورشیدگرفتگی ۱۳ دسامبر ۱۹۷۴ | ۱۶:۱۳:۱۳                          | جزئی   | 66.8N 69.4W              | 1.0797  | 0.8266 |            |                         |      |
| ۱۵۱   | ۱۳  | خورشیدگرفتگی ۲۴ دسامبر ۱۹۹۲ | ۰:۳۱:۴۱                           | جزئی   | 65.7N 155.7E             | 1.0711  | 0.8422 |            |                         |      |
| ۱۵۱   | ۱۴  | خورشیدگرفتگی ۴ ژانویه ۲۰۱۱  | ۸:۵۱:۴۲                           | جزئی   | 64.7N 20.8E              | 1.0627  | 0.8576 |            |                         |      |
| ۱۵۱   | ۱۵  | خورشیدگرفتگی ۱۴ ژانویه ۲۰۲۹ | ۱۷:۱۳:۴۸                          | جزئی   | 63.7N 114.2W             | 1.0553  | 0.8714 |            |                         |      |
| ۱۵۱   | ۱۶  | خورشیدگرفتگی ۲۶ ژانویه ۲۰۴۷ | ۱:۳۳:۱۸                           | جزئی   | 62.9N 111.7E             | 1.045   | 0.8907 |            |                         |      |
| ۱۵۱   | ۱۷  | خورشیدگرفتگی ۵ فوریه ۲۰۶۵   | ۹:۵۲:۲۶                           | جزئی   | 62.2N 21.9W              | 1.0336  | 0.9123 |            |                         |      |
| ۱۵۱   | ۱۸  | خورشیدگرفتگی ۱۶ فوریه ۲۰۸۳  | ۱۸:۰۶:۳۶                          | جزئی   | 61.6N 154.1W             | 1.017   | 0.9433 |            |                         |      |
| ۱۵۱   | ۱۹  | ۲۸ فوریه ۲۱۰۱               | ۲:۱۶:۲۶                           | حلقه‌ای | 60.5N 80E                | ۰٫۹۹۶۴  | ۰٫۹۶۰۹ | -          | ۲ دقیقه و ۴۴ ثانیه      |      |
| ۱۵۱   | ۲۰  | ۱۱ مارس ۲۱۱۹                | ۱۰:۱۹:۱۹                          | حلقه‌ای | 56.7N 29.2W              | ۰٫۹۶۹۳  | ۰٫۹۶۹۴ | ۴۵۱        | ۲ دقیقه و ۱۳ ثانیه      |      |
| ۱۵۱   | ۲۱  | ۲۱ مارس ۲۱۳۷                | ۱۸:۱۶:۳۸                          | حلقه‌ای | 55.6N 144.8W             | ۰٫۹۳۶۹  | ۰٫۹۷۶۹ | ۲۳۳        | ۱ دقیقه و ۴۰ ثانیه      |      |
| ۱۵۱   | ۲۲  | ۲ آوریل ۲۱۵۵                | ۲:۰۶:۳۴                           | حلقه‌ای | 55.6N 101.3E             | ۰٫۸۹۷۵  | ۰٫۹۸۴۴ | ۱۲۳        | ۱ دقیقه و ۷ ثانیه       |      |
| ۱۵۱   | ۲۳  | ۱۲ آوریل ۲۱۷۳               | ۹:۴۹:۴۰                           | حلقه‌ای | 56.2N 10.3W              | ۰٫۸۵۱۵  | ۰٫۹۹۱۹ | ۵۳         | ۰ دقیقه و ۳۵ ثانیه      |      |
| ۱۵۱   | ۲۴  | ۲۳ آوریل ۲۱۹۱               | ۱۷:۲۶:۰۶                          | حلقه‌ای | 57N 119.2W               | ۰٫۷۹۹۱  | ۰٫۹۹۹۳ | ۴          | ۰ دقیقه و ۳ ثانیه       |      |
| ۱۵۱   | ۲۵  | ۵ مه ۲۲۰۹                   | ۰:۵۶:۵۳                           | مرکب   | 57.7N 134.4E             | ۰٫۷۴۱۳  | ۱٫۰۰۶۵ | ۳۴         | ۰ دقیقه و ۲۸ ثانیه      |      |
| ۱۵۱   | ۲۶  | ۱۶ مه ۲۲۲۷                  | ۸:۲۱:۳۲                           | کامل   | 57.7N 30.8E              | ۰٫۶۷۷۴  | ۱٫۰۱۳۵ | ۶۳         | ۰ دقیقه و ۵۹ ثانیه      |      |
| ۱۵۱   | ۲۷  | ۲۶ مه ۲۲۴۵                  | ۱۵:۴۲:۰۴                          | کامل   | 56.7N 71.4W              | ۰٫۶۰۸۹  | ۱٫۰۲۰۱ | ۸۶         | ۱ دقیقه و ۳۰ ثانیه      |      |
| ۱۵۱   | ۲۸  | ۶ ژوئن ۲۲۶۳                 | ۲۲:۵۸:۵۷                          | کامل   | 54.4N 173.1W             | ۰٫۵۳۶۶  | ۱٫۰۲۶۱ | ۱۰۵        | ۲ دقیقه و ۱ ثانیه       |      |
| ۱۵۱   | ۲۹  | ۱۷ ژوئن ۲۲۸۱                | ۶:۱۴:۴۱                           | کامل   | 50.8N 84.2E              | ۰٫۴۶۲۱  | ۱٫۰۳۱۶ | ۱۲۱        | ۲ دقیقه و ۳۲ ثانیه      |      |
| ۱۵۱   | ۳۰  | ۲۸ ژوئن ۲۲۹۹                | ۱۳:۲۷:۴۳                          | کامل   | 46N 19.5W                | ۰٫۳۸۴۶  | ۱٫۰۳۶۵ | ۱۳۳        | ۳ دقیقه و ۳ ثانیه       |      |
| ۱۵۱   | ۳۱  | ۹ ژوئیه ۲۳۱۷                | ۲۰:۴۲:۴۰                          | کامل   | 40.4N 125.3W             | ۰٫۳۰۷۸  | ۱٫۰۴۰۶ | ۱۴۳        | ۳ دقیقه و ۳۲ ثانیه      |      |
| ۱۵۱   | ۳۲  | ۲۱ ژوئیه ۲۳۳۵               | ۳:۵۷:۴۹                           | کامل   | 34N 127.4E               | ۰٫۲۳۰۶  | ۱٫۰۴۴  | ۱۵۱        | ۳ دقیقه و ۵۸ ثانیه      |      |
| ۱۵۱   | ۳۳  | ۳۱ ژوئیه ۲۳۵۳               | ۱۱:۱۷:۰۶                          | کامل   | 27.2N 17.8E              | ۰٫۱۵۵۹  | ۱٫۰۴۶۷ | ۱۵۸        | ۴ دقیقه و ۲۰ ثانیه      |      |
| ۱۵۱   | ۳۴  | ۱۱ اوت ۲۳۷۱                 | ۱۸:۳۸:۰۴                          | کامل   | 19.9N 93W                | ۰٫۰۸۲۱  | ۱٫۰۴۸۷ | ۱۶۲        | ۴ دقیقه و ۳۶ ثانیه      |      |
| ۱۵۱   | ۳۵  | ۲۲ اوت ۲۳۸۹                 | ۲:۰۵:۵۳                           | کامل   | 12.5N 153.9E             | ۰٫۰۱۳۳  | ۱٫۰۵   | ۱۶۶        | ۴ دقیقه و ۴۵ ثانیه      |      |
| ۱۵۱   | ۳۶  | ۲ سپتامبر ۲۴۰۷              | ۹:۳۸:۲۵                           | کامل   | 5.1N 39.2E               | -۰٫۰۵۱۷ | ۱٫۰۵۰۶ | ۱۶۸        | ۴ دقیقه و ۴۸ ثانیه      |      |
| ۱۵۱   | ۳۷  | ۱۲ سپتامبر ۲۴۲۵             | ۱۷:۱۸:۰۷                          | کامل   | 2.3S 77.5W               | -۰٫۱۱۱۳ | ۱٫۰۵۰۷ | ۱۶۹        | ۴ دقیقه و ۴۷ ثانیه      |      |
| ۱۵۱   | ۳۸  | ۲۴ سپتامبر ۲۴۴۳             | ۱:۰۴:۴۷                           | کامل   | 9.6S 164.1E              | -۰٫۱۶۵۶ | ۱٫۰۵۰۲ | ۱۶۹        | ۴ دقیقه و ۳۹ ثانیه      |      |
| ۱۵۱   | ۳۹  | ۴ اکتبر ۲۴۶۱                | ۹:۰۰:۲۲                           | کامل   | 16.5S 43.7E              | -۰٫۲۱۳۱ | ۱٫۰۴۹۵ | ۱۶۸        | ۴ دقیقه و ۳۰ ثانیه      |      |
| ۱۵۱   | ۴۰  | ۱۵ اکتبر ۲۴۷۹               | ۱۷:۰۴:۱۱                          | کامل   | 23S 78.3W                | -۰٫۲۵۳۸ | ۱٫۰۴۸۴ | ۱۶۶        | ۴ دقیقه و ۱۸ ثانیه      |      |
| ۱۵۱   | ۴۱  | ۲۶ اکتبر ۲۴۹۷               | ۱:۱۵:۲۳                           | کامل   | 29.1S 158.5E             | -۰٫۲۸۸۹ | ۱٫۰۴۷۲ | ۱۶۴        | ۴ دقیقه و ۶ ثانیه       |      |
| ۱۵۱   | ۴۲  | ۷ نوامبر ۲۵۱۵               | ۹:۳۵:۳۴                           | کامل   | 34.4S 33.9E              | -۰٫۳۱۶۹ | ۱٫۰۴۵۹ | ۱۶۱        | ۳ دقیقه و ۵۳ ثانیه      |      |
| ۱۵۱   | ۴۳  | ۱۷ نوامبر ۲۵۳۳              | ۱۸:۰۳:۱۰                          | کامل   | 38.9S 91.5W              | -۰٫۳۳۹۴ | ۱٫۰۴۴۸ | ۱۵۹        | ۳ دقیقه و ۴۳ ثانیه      |      |
| ۱۵۱   | ۴۴  | ۲۹ نوامبر ۲۵۵۱              | ۲:۳۸:۱۹                           | کامل   | 42.3S 142.3E             | -۰٫۳۵۵۹ | ۱٫۰۴۳۸ | ۱۵۷        | ۳ دقیقه و ۳۴ ثانیه      |      |
| ۱۵۱   | ۴۵  | ۹ دسامبر ۲۵۶۹               | ۱۱:۱۸:۳۲                          | کامل   | 44.7S 15.8E              | -۰٫۳۶۸۷ | ۱٫۰۴۳۱ | ۱۵۵        | ۳ دقیقه و ۲۷ ثانیه      |      |
| ۱۵۱   | ۴۶  | ۲۰ دسامبر ۲۵۸۷              | ۲۰:۰۴:۴۹                          | کامل   | 45.6S 111.5W             | -۰٫۳۷۶۷ | ۱٫۰۴۲۸ | ۱۵۴        | ۳ دقیقه و ۲۲ ثانیه      |      |
| ۱۵۱   | ۴۷  | ۱ ژانویه ۲۶۰۶               | ۴:۵۳:۵۶                           | کامل   | 45.3S 120.5E             | -۰٫۳۸۲۸ | ۱٫۰۴۲۸ | ۱۵۵        | ۳ دقیقه و ۲۰ ثانیه      |      |
| ۱۵۱   | ۴۸  | ۱۲ ژانویه ۲۶۲۴              | ۱۳:۴۵:۰۹                          | کامل   | 43.8S 8.4W               | -۰٫۳۸۷۴ | ۱٫۰۴۳۳ | ۱۵۷        | ۳ دقیقه و ۲۱ ثانیه      |      |
| ۱۵۱   | ۴۹  | ۲۲ ژانویه ۲۶۴۲              | ۲۲:۳۶:۳۳                          | کامل   | 41.4S 138.1W             | -۰٫۳۹۲۳ | ۱٫۰۴۴۳ | ۱۶۰        | ۳ دقیقه و ۲۴ ثانیه      |      |
| ۱۵۱   | ۵۰  | ۳ فوریه ۲۶۶۰                | ۷:۲۷:۳۲                           | کامل   | 38.2S 91.5E              | -۰٫۳۹۷۷ | ۱٫۰۴۵۷ | ۱۶۵        | ۳ دقیقه و ۳۰ ثانیه      |      |
| ۱۵۱   | ۵۱  | ۱۳ فوریه ۲۶۷۸               | ۱۶:۱۴:۵۹                          | کامل   | 34.8S 38.7W              | -۰٫۴۰۶۲ | ۱٫۰۴۷۵ | ۱۷۲        | ۳ دقیقه و ۳۸ ثانیه      |      |
| ۱۵۱   | ۵۲  | ۲۵ فوریه ۲۶۹۶               | ۰:۵۸:۴۸                           | کامل   | 31.1S 168.7W             | -۰٫۴۱۷۹ | ۱٫۰۴۹۶ | ۱۸۰        | ۳ دقیقه و ۴۸ ثانیه      |      |
| ۱۵۱   | ۵۳  | ۸ مارس ۲۷۱۴                 | ۹:۳۷:۱۳                           | کامل   | 27.6S 62.3E              | -۰٫۴۳۴۲ | ۱٫۰۵۲  | ۱۸۹        | ۴ دقیقه و ۱ ثانیه       |      |
| ۱۵۱   | ۵۴  | ۱۸ مارس ۲۷۳۲                | ۱۸:۱۰:۳۵                          | کامل   | 24.4S 65.8W              | -۰٫۴۵۵۲ | ۱٫۰۵۴۴ | ۲۰۰        | ۴ دقیقه و ۱۵ ثانیه      |      |
| ۱۵۱   | ۵۵  | ۳۰ مارس ۲۷۵۰                | ۲:۳۵:۲۵                           | کامل   | 21.8S 168.1E             | -۰٫۴۸۳۲ | ۱٫۰۵۷  | ۲۱۲        | ۴ دقیقه و ۳۱ ثانیه      |      |
| ۱۵۱   | ۵۶  | ۹ آوریل ۲۷۶۸                | ۱۰:۵۴:۲۷                          | کامل   | 19.9S 43.4E              | -۰٫۵۱۶۲ | ۱٫۰۵۹۵ | ۲۲۵        | ۴ دقیقه و ۴۸ ثانیه      |      |
| ۱۵۱   | ۵۷  | ۲۰ آوریل ۲۷۸۶               | ۱۹:۰۴:۴۶                          | کامل   | 18.9S 79.1W              | -۰٫۵۵۶۵ | ۱٫۰۶۱۷ | ۲۴۰        | ۵ دقیقه و ۵ ثانیه       |      |
| ۱۵۱   | ۵۸  | ۱ مه ۲۸۰۴                   | ۳:۰۹:۲۴                           | کامل   | 19S 159.6E               | -۰٫۶۰۱۸ | ۱٫۰۶۳۶ | ۲۵۷        | ۵ دقیقه و ۲۱ ثانیه      |      |
| ۱۵۱   | ۵۹  | ۱۲ مه ۲۸۲۲                  | ۱۱:۰۴:۳۴                          | کامل   | 20.4S 40.6E              | -۰٫۶۵۴۹ | ۱٫۰۶۵  | ۲۷۸        | ۵ دقیقه و ۳۴ ثانیه      |      |
| ۱۵۱   | ۶۰  | ۲۲ مه ۲۸۴۰                  | ۱۸:۵۵:۲۲                          | کامل   | 23.1S 77.7W              | -۰٫۷۱۱۸ | ۱٫۰۶۵۷ | ۳۰۳        | ۵ دقیقه و ۴۱ ثانیه      |      |
| ۱۵۱   | ۶۱  | ۳ ژوئن ۲۸۵۸                 | ۲:۳۷:۵۸                           | کامل   | 27.6S 165.7E             | -۰٫۷۷۵  | ۱٫۰۶۵۶ | ۳۳۸        | ۵ دقیقه و ۳۸ ثانیه      |      |
| ۱۵۱   | ۶۲  | ۱۳ ژوئن ۲۸۷۶                | ۱۰:۱۶:۴۵                          | کامل   | 33.8S 49.4E              | -۰٫۸۴۱۴ | ۱٫۰۶۴۵ | ۳۹۱        | ۵ دقیقه و ۲۵ ثانیه      |      |
| ۱۵۱   | ۶۳  | ۲۴ ژوئن ۲۸۹۴                | ۱۷:۴۹:۱۴                          | کامل   | 42.9S 66.3W              | -۰٫۹۱۲۷ | ۱٫۰۶۲  | ۵۰۲        | ۴ دقیقه و ۵۵ ثانیه      |      |
| ۱۵۱   | ۶۴  | ۶ ژوئیه ۲۹۱۲                | ۱:۲۰:۰۷                           | کامل   | 58.5S 176E               | -۰٫۹۸۴۹ | ۱٫۰۵۶۸ | -          | ۳ دقیقه و ۵۹ ثانیه      |      |
| ۱۵۱   | ۶۵  | ۱۷ ژوئیه ۲۹۳۰               | ۸:۴۷:۳۲                           | جزئی   | 68.5S 53E                | -1.0593 | 0.9063 |            |                         |      |
| ۱۵۱   | ۶۶  | ۲۷ ژوئیه ۲۹۴۸               | ۱۶:۱۴:۰۸                          | جزئی   | 69.5S 69.8W              | -1.1339 | 0.762  |            |                         |      |
| ۱۵۱   | ۶۷  | ۷ اوت ۲۹۶۶                  | ۲۳:۴۰:۳۲                          | جزئی   | 70.3S 166.9E             | -1.2079 | 0.6193 |            |                         |      |
| ۱۵۱   | ۶۸  | ۱۸ اوت ۲۹۸۴                 | ۷:۰۸:۲۵                           | جزئی   | 71.1S 42.6E              | -1.28   | 0.481  |            |                         |      |
| ۱۵۱   | ۶۹  | ۳۰ اوت ۳۰۰۲                 | ۱۴:۳۸:۳۱                          | جزئی   | 71.6S 82.8W              | -۱٫۳۴۹۷ | ۰٫۴۸۱  |            |                         |      |
| ۱۵۱   | ۷۰  | ۹ سپتامبر ۳۰۲۰              | ۲۲:۱۱:۳۹                          | جزئی   | 72.0S 150.7E             | -۱٫۴۱۶۲ | ۰٫۴۸۱  |            |                         |      |
| ۱۵۱   | ۷۱  | ۲۱ سپتامبر ۳۰۳۸             | ۵:۴۹:۴۳                           | جزئی   | 72.2S 22.7E              | -۱٫۴۷۸۱ | ۰٫۴۸۱  |            |                         |      |
| ۱۵۱   | ۷۲  | ۱ اکتبر ۳۰۵۶                | ۱۳:۳۳:۰۹                          | جزئی   | 72.1S 106.6W             | -۱٫۵۳۴۹ | ۰٫۴۸۱  |            |                         |      |